# Người sống ngoài vòng pháp luật
Người sống ngoài vòng pháp luật hay dân tự do là người được đặt bên ngoài vòng tay che chở của pháp luật. Ở các xã hội tiền hiện đại, tất cả sự bảo hộ của luật pháp đều đặt tội phạm ra ngoài, đến mức mà bất kỳ ai cũng được luật pháp trao quyền ngược đãi hoặc giết hại những người này. Việc bị tước quyền được luật pháp che chở do đó là một trong những hình phạt khắc nghiệt nhất trong hệ thống pháp lý.
Phụ nữ khi đó bị luật pháp "khước từ" hơn là bị đặt ra ngoài vòng pháp luật nhưng đó cùng là sự trừng phạt hiệu quả.